# Lijst van burgemeesters van Erps-Kwerps
Dit is een lijst van de burgemeesters van de voormalige Belgische gemeente Erps-Kwerps. In 1976 fuseerde Erps-Kwerps samen met enkele andere gemeenten tot Kortenberg. Erps-Kwerps draagt sindsdien het statuut deelgemeente.

## Lijst
- 1800 - 1825 : Lambert Van den Eynde
- 1825 - 1830 : Petrus Van Espen
- 1830 - 1831 : Guilielmus Van Assche
- 1831 - 1845 : Louis Swevers
- 1845 - 1854 : Baron Philippe Snoy
- 1854 - 1867 : Baron Emile Snoy
- 1867 - 1888 : Franciscus Boon
- 1889 - 1912 : Alfons De Coster
- 1912 - 1921 : Theodoor Van Hove
- 1921 - 1930 : Louis De Pauw
- 1930 - 1938 : Isidoor Taes
- 1939 - 1966 : Florent Vangramberen
- 1966 - 1976 : Felix Taes